# Johannes Naber
Johannes Naber (né en 1971 à Baden-Baden) est un documentariste et réalisateur allemand.
Son premier long-métrage de fiction, L'Albanais, a notamment reçu le prix spécial du jury au 32e festival international du film de Moscou.

## Réalisateur
- 1999 : Popstar, documentaire
- 2005 : Anfassen erlaubt, documentaire
- 2008 : Der Zweifel, court-métrage
- 2011 : L'Albanais (Der Albaner), long-métrage
- 2014 : Le Temps des cannibales (Zeit der Kannibalen), long-métrage
- 2016 : Cœur de pierre (Das kalte Herz), long-métrage
- 2020 : L'informateur (Curveball), long-métrage
- 2022 : The Sheikh, série télévisée, 8 épisodes

## Scénariste
- 2008 : Duel au sommet (Nordwand) de Philipp Stölzl (coscénariste)